# Ибрагим, Аввал
Патрис Мухаммед Аввал Ибрагим (род. 1941, Абуджа, ныне Суледжа, Нигерия) — нигерийский политический деятель. Губернатор штата Нигер с октября 1979 по декабрь 1983 во время Второй Республики. Был избран от Национальной Партии Нигерии.

## Биография
Были попытки импичмента Ибрагиму, когда он был губернатором. Он был вынужден уйти с поста после переворота, который привел генерала Мухаммаду Бухари к власти. В 1984 военный трибунал, учрежденный правительством, признал его виновным в превышении полномочий и коррупции. В 1986 ему было запрещено пожизненно занимать государственные должности или участвовать в партийной политике.
В 1993 Аввал Ибрагим стал эмиром Сулейи, что вызвало беспорядки и уничтожение имущества противников. Ибрагим был смещен 10 мая 1994 генералом Сани Абачей.
После возвращения страны к демократии, Аввалу Ибрагиму был восстановлен в титуле эмира Сулейи 17 января 2000, что вновь вызвало серию ожесточенных столкновений, побудив правительство прибегнуть к силовому вмешательству и установить 20-часовой комендантский час. Двадцать один человек был арестован, в том числе председатель эмирата патрис Шуайбу Барда. В июне 2008 выступая во дворце Аввала Ибрагима, губернатор штата Нигер Муазу Бабангида Алайю заявил о экологических и социальных проблемах, которые создаёт столица древнему городу Сулайя и призвал к финансированию, чтобы ускорить развитие.
В сентябре 2001 Ибрагим был удостоен Командорского звания ордена Нигера.